# Letní olympijské hry 2004
XXVIII. letní olympijské hry 2004 se konaly v řeckých Athénách v srpnu 2004. Účastnilo se jich 10 625 sportovců z 201 zemí světa.

## Hudba
V rámci příprav na olympiádu 2004 v Aténách pořadatelé oslovili Tiësta, zdali by zahrál na uváděcím ceremoniálu. Tím se stal prvním DJem v historii olympijských her, který se vyskytl na pódiu. Do Atén přiletěl v lednu 2004 v rámci schůzky s pořadateli. První poslech proběhl 7. srpna před prázdným stadionem, další den si Tiësta přišlo poslechnout 35 000 lidí. Z těchto lidí, kteří přišli dobrovolně, již někteří rozpoznávali melodie písní Traffic nebo právě zmíněného Adagia. Na poslední zkoušce, kde se účastnilo asi 60 000 lidí, se vyskytly technické problémy. Mixážní pult se poničil, monitory několikrát vypadly. Hudba na stadiónu nebyla pořád na stejné úrovni.
Všechny národnosti během slavnosti v pátek 13. srpna 2004 představily své atlety. Dohromady jich bylo 10 500 a v publiku bylo 80 000 lidí, ovšem jen 75 000 vědělo o taneční hudbě. V průběhu jeho představení začali nizozemští atleti tancovat přímo před DJ kioskem a nakonec museli být zpacifikováni pořadateli. Vystoupení zahrnovalo rovněž nové songy vytvořené přímo pro tuto speciální událost. Tyto písně měly speciální účel a duch olympijských her. V říjnu roku 2004 vyšly pod názvem Parade of the Athletes veškeré skladby hrané na této události v jednom mixu. Později si ale všiml, že tracky, které zahrál, nesplňovaly přesně pravidla zadané mezinárodní olympijskou organizací. Po velkém úspěchu zveřejnil jednotlivě veškeré skladby v plné délce na iTunes.

## Sporty
- Atletika
- Badminton
- Baseball
- Basketbal
- Box
- Cyklistika
- Fotbal
- Gymnastika
(sportovní, moderní, trampolína)
- Házená
- Jachting
- Jezdectví
- Judo
- Kanoistika
- Lukostřelba
- Moderní pětiboj
- Plavání
- Plážový volejbal
- Pozemní hokej
- Skoky do vody
- Softball
- Sportovní střelba
- Stolní tenis
- Synchronizované plavání
- Šerm
- Taekwondo
- Tenis
- Triatlon
- Veslování
- Vodní pólo
- Volejbal
- Vzpírání
- Zápas

## Počet medailí podle údajů mezinárodního olympijského výboru
| Pořadí | Země                          | Zlato | Stříbro | Bronz | Celkem |
| 1      | Spojené státy americké (USA)  | 36    | 39      | 27    | 102    |
| 2      | Čína (CHN)                    | 32    | 17      | 14    | 63     |
| 3      | Rusko (RUS)                   | 27    | 27      | 38    | 92     |
| 4      | Austrálie (AUS)               | 17    | 16      | 16    | 49     |
| 5      | Japonsko (JPN)                | 16    | 9       | 12    | 37     |
| 6      | Německo (GER)                 | 13    | 16      | 20    | 49     |
| 7      | Francie (FRA)                 | 11    | 9       | 13    | 33     |
| 8      | Itálie (ITA)                  | 10    | 11      | 11    | 32     |
| 9      | Jižní Korea (KOR)             | 9     | 12      | 9     | 30     |
| 10     | Velká Británie (GBR)          | 9     | 9       | 12    | 30     |
| 11     | Kuba (CUB)                    | 9     | 7       | 11    | 27     |
| 12     | Ukrajina (UKR)                | 9     | 5       | 9     | 23     |
| 13     | Maďarsko (HUN)                | 8     | 6       | 3     | 17     |
| 14     | Rumunsko (ROU)                | 8     | 5       | 6     | 19     |
| 15     | Řecko (GRE)                   | 6     | 6       | 4     | 16     |
| 16     | Brazílie (BRA)                | 5     | 2       | 3     | 10     |
| 17     | Norsko (NOR)                  | 5     | 0       | 1     | 6      |
| 18     | Nizozemsko (NED)              | 4     | 9       | 9     | 22     |
| 19     | Švédsko (SWE)                 | 4     | 2       | 1     | 7      |
| 20     | Španělsko (ESP)               | 3     | 11      | 5     | 19     |
| 21     | Kanada (CAN)                  | 3     | 6       | 3     | 12     |
| 22     | Turecko (TUR)                 | 3     | 3       | 4     | 10     |
| 23     | Polsko (POL)                  | 3     | 2       | 5     | 10     |
| 24     | Nový Zéland (NZL)             | 3     | 2       | 0     | 5      |
| 25     | Thajsko (THA)                 | 3     | 1       | 4     | 8      |
| 26     | Bělorusko (BLR)               | 2     | 6       | 7     | 15     |
| 27     | Rakousko (AUT)                | 2     | 4       | 1     | 7      |
| 28     | Etiopie (ETH)                 | 2     | 3       | 2     | 7      |
| 29     | Írán (IRI)                    | 2     | 2       | 2     | 6      |
| 29     | Slovensko (SVK)               | 2     | 2       | 2     | 6      |
| 31     | Tchaj-wan (TPE)               | 2     | 2       | 1     | 5      |
| 32     | Gruzie (GEO)                  | 2     | 2       | 0     | 4      |
| 33     | Bulharsko (BUL)               | 2     | 1       | 9     | 12     |
| 34     | Jamajka (JAM)                 | 2     | 1       | 2     | 5      |
| 34     | Uzbekistán (UZB)              | 2     | 1       | 2     | 5      |
| 36     | Maroko (MAR)                  | 2     | 1       | 0     | 3      |
| 37     | Dánsko (DEN)                  | 2     | 0       | 6     | 8      |
| 38     | Argentina (ARG)               | 2     | 0       | 4     | 6      |
| 39     | Chile (CHI)                   | 2     | 0       | 1     | 3      |
| 40     | Kazachstán (KAZ)              | 1     | 4       | 3     | 8      |
| 41     | Keňa (KEN)                    | 1     | 4       | 2     | 7      |
| 42     | Česko (CZE)                   | 1     | 3       | 5     | 9      |
| 43     | Jihoafrická republika (RSA)   | 1     | 3       | 2     | 6      |
| 44     | Chorvatsko (CRO)              | 1     | 2       | 2     | 5      |
| 45     | Litva (LTU)                   | 1     | 2       | 0     | 3      |
| 46     | Egypt (EGY)                   | 1     | 1       | 3     | 5      |
| 46     | Švýcarsko (SUI)               | 1     | 1       | 3     | 5      |
| 48     | Indonésie (INA)               | 1     | 1       | 2     | 4      |
| 49     | Zimbabwe (ZIM)                | 1     | 1       | 1     | 3      |
| 50     | Ázerbájdžán (AZE)             | 1     | 0       | 4     | 5      |
| 51     | Belgie (BEL)                  | 1     | 0       | 2     | 3      |
| 52     | Bahamy (BAH)                  | 1     | 0       | 1     | 2      |
| 52     | Izrael (ISR)                  | 1     | 0       | 1     | 2      |
| 54     | Kamerun (CMR)                 | 1     | 0       | 0     | 1      |
| 54     | Dominikánská republika (DOM)  | 1     | 0       | 0     | 1      |
| 54     | Spojené arabské emiráty (UAE) | 1     | 0       | 0     | 1      |
| 57     | Severní Korea (PRK)           | 0     | 4       | 1     | 5      |
| 58     | Lotyšsko (LAT)                | 0     | 4       | 0     | 4      |
| 59     | Mexiko (MEX)                  | 0     | 3       | 1     | 4      |
| 60     | Portugalsko (POR)             | 0     | 2       | 1     | 3      |
| 61     | Finsko (FIN)                  | 0     | 2       | 0     | 2      |
| 61     | Srbsko a Černá Hora (SCG)     | 0     | 2       | 0     | 2      |
| 63     | Slovinsko (SLO)               | 0     | 1       | 3     | 4      |
| 64     | Estonsko (EST)                | 0     | 1       | 2     | 3      |
| 65     | Hongkong (HKG)                | 0     | 1       | 0     | 1      |
| 65     | Indie (IND)                   | 0     | 1       | 0     | 1      |
| 65     | Paraguay (PAR)                | 0     | 1       | 0     | 1      |
| 68     | Kolumbie (COL)                | 0     | 0       | 2     | 2      |
| 68     | Nigérie (NGR)                 | 0     | 0       | 2     | 2      |
| 68     | Venezuela (VEN)               | 0     | 0       | 2     | 2      |
| 71     | Eritrea (ERI)                 | 0     | 0       | 1     | 1      |
| 71     | Mongolsko (MGL)               | 0     | 0       | 1     | 1      |
| 71     | Sýrie (SYR)                   | 0     | 0       | 1     | 1      |
| 71     | Trinidad a Tobago (TRI)       | 0     | 0       | 1     | 1      |
| Celkem | Celkem                        | 301   | 301     | 327   | 929    |

Nejlepším sportovcem her se stal americký plavec Michael Phelps, který získal 6 zlatých a 2 bronzové medaile.

## Účastnické země
Her se zúčastnilo 202 zemí. Poprvé se zúčastnilo Kiribati a Východní Timor.
Čísla v závorkách udávají počty sportovců zastupujících zemi.

Účastnické země
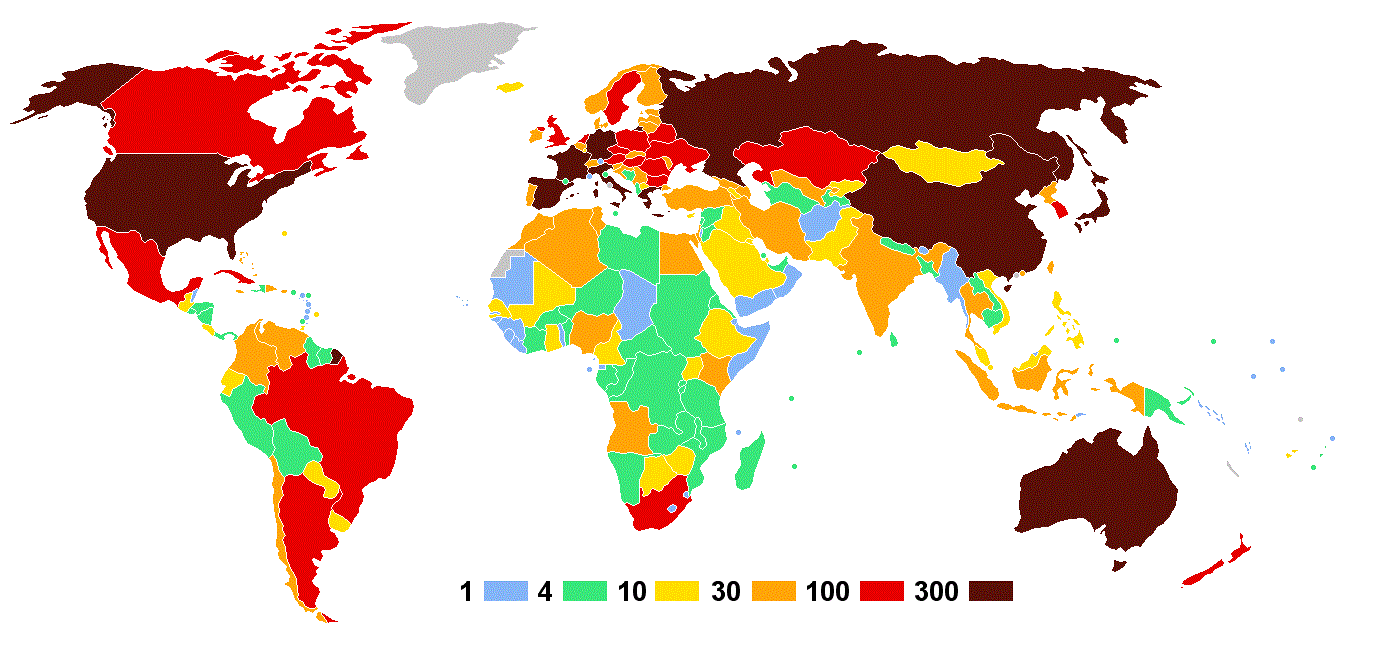
Počet sportovců zastupujících jednotlivé země

| - Afghánistán (3) - Albánie (7) - Alžírsko (63) - Americká Samoa (5) - Americké Panenské ostrovy (6) - Andorra (8) - Angola (31) - Antigua a Barbuda (9) - Argentina (156) - Arménie (19) - Aruba (4) - Austrálie (482) - Ázerbájdžán (38) - Bahamy (41) - Bahrajn (6) - Bangladéš (4) - Barbados (10) - Belgie (62) - Belize (2) - Bělorusko (151) - Benin (4) - Bermudy (10) - Bhútán (2) - Bolívie (7) - Bosna a Hercegovina (9) - Botswana (11) - Brazílie (247) - Britské Panenské ostrovy (1) - Brunej (1) - Bulharsko (165) - Burkina Faso (5) - Burundi (7) - Cookovy ostrovy (3) - Čad (2) - Česko (142) - Čína (407) - Dánsko (92) - Demokratická republika Kongo (4) - Dominika (2) - Dominikánská republika (33) - Džibutsko (2) - Egypt (96) - Ekvádor (17) - Eritrea (4) - Estonsko (44) - Etiopie (28) - Fidži (10) - Filipíny (16) - Finsko (62) - Francie (317) - Gabon (6) - Gambie (2) - Ghana (29) - Grenada (5) - Gruzie (32) - Guam (4) - Guatemala (18) - Guinea (3) - Guinea-Bissau (3) - Guyana (4) - Haiti (8) - Honduras (5) - Hongkong (32) - Chile (56) - Chorvatsko (83) - Indie (73) - Indonésie (38) - Irák (25) | - Írán (37) - Irsko (52) - Island (26) - Itálie (403) - Izrael (36) - Jamajka (47) - Japonsko (312) - Jemen (3) - Jihoafrická republika (106) - Jižní Korea (264) - Jordánsko (8) - Kajmanské ostrovy (5) - Kambodža (4) - Kamerun (17) - Kanada (262) - Kapverdy (3) - Katar (22) - Kazachstán (114) - Keňa (46) - Kiribati (3) - Kolumbie (51) - Komory (3) - Kostarika (20) - Kuba (151) - Kuvajt (29) - Kypr (20) - Kyrgyzstán (11) - Laos (5) - Lesotho (3) - Libanon (8) - Libérie (2) - Libye (8) - Lichtenštejnsko (1) - Litva (59) - Lotyšsko (35) - Lucembursko (10) - Madagaskar (8) - Maďarsko (219) - Makedonie (10) - Malajsie (26) - Malawi (4) - Maledivy (4) - Mali (23) - Malta (7) - Maroko (55) - Mauricius (9) - Mauritánie (2) - Mexiko (109) - Mikronésie (5) - Moldavsko (33) - Monako (3) - Mongolsko (20) - Mosambik (4) - Myanmar (2) - Namibie (8) - Nauru (3) - Německo (479) - Nepál (6) - Niger (4) - Nigérie (70) - Nikaragua (5) - Nizozemské Antily (3) - Nizozemsko (219) - Norsko (52) - Nový Zéland (148) - Omán (2) - Pákistán (26) - Palau (4) | - Palestina (3) - Panama (4) - Papua Nová Guinea (4) - Paraguay (22) - Peru (9) - Pobřeží slonoviny (5) - Polsko (208) - Portoriko (43) - Portugalsko (91) - Rakousko (101) - Konžská republika (5) - Rovníková Guinea (2) - Rumunsko (108) - Rusko (456) - Rwanda (5) - Řecko (441) (hostitel) - Salvador (8) - Samoa (3) - San Marino (5) - Saúdská Arábie (16) - Senegal (16) - Severní Korea (36) - Seychely (9) - Sierra Leone (2) - Singapur (16) - Slovensko (64) - Slovinsko (79) - Somálsko (2) - Spojené arabské emiráty (4) - Spojené státy americké (536) - Srbsko a Černá Hora (85) - Středoafrická republika (4) - Súdán (4) - Surinam (4) - Svatá Lucie (2) - Svatý Kryštof a Nevis (2) - Svatý Tomáš a Princův ostrov (2) - Svatý Vincenc a Grenadiny (3) - Svazijsko (3) - Sýrie (6) - Šalomounovy ostrovy (2) - Španělsko (316) - Srí Lanka (8) - Švédsko (115) - Švýcarsko (98) - Tádžikistán (9) - Tanzanie (8) - Thajsko (42) - Tchaj-wan (87) - Togo (3) - Tonga (5) - Trinidad a Tobago (19) - Tunisko (54) - Turecko (53) - Turkmenistán (9) - Uganda (11) - Ukrajina (239) - Uruguay (15) - Uzbekistán (70) - Vanuatu (2) - Velká Británie (259) - Venezuela (48) - Vietnam (11) - Východní Timor (2) - Zambie (6) - Zimbabwe (13) |